# Gryllopsis cingulata
Gryllopsis cingulata är en insektsart som beskrevs av Lucien Chopard 1960. Gryllopsis cingulata ingår i släktet Gryllopsis och familjen syrsor. Inga underarter finns listade i Catalogue of Life.